# Ганганагар
Ганганагар (хинд. श्री गंगानगर, па. ਸ੍ਰੀ ਗੰਗਾਨਗਰ) је град у Индији у држави Раџастан. Према незваничним резултатима пописа 2011. у граду је живело 224.773 становника.

## Становништво
Према незваничним резултатима пописа, у граду је 2011. живело 224.773 становника.
| 1991.   | 2001.   | 2011.   |
| ------- | ------- | ------- |
| 161.482 | 210.713 | 224.773 |